# Déclaration au peuple français
Lire en ligne

Consulter

La Déclaration au peuple français est une communication par laquelle le Conseil de la Commune expose son programme politique le 20 avril 1871. Cette nouvelle organisation politique de la France reposant sur une fédération de communes organisées selon le principe de la démocratie directe, sera appelée le communalisme.

## Contexte
Marquée par les souffrances du siège prussien pendant l'hiver 1870-1871, mais toujours déterminée à combattre, la population parisienne vit comme une trahison la capitulation du gouvernement de la Défense nationale. Les conditions de l'armistice, signé le 28 janvier 1871, sont humiliantes pour le pays : outre le versement d'une indemnité de guerre de 5 milliards de francs, l'Alsace et la Lorraine sont annexées par le nouvel Empire allemand. Dans la capitale, le ressentiment gagne du terrain, d'autant que les élections législatives du 8 février témoignent d'une rupture entre Paris et les départements ruraux de la province : ces derniers portent à la Chambre une majorité monarchiste et réactionnaire quand les Parisiens ont désigné 36 députés républicains sur les 43 sièges à pourvoir dans la capitale,.
Dès lors, les Parisiens se rebellent peu à peu : des centaines de bataillons de la Garde nationale se réunissent en Fédération et l'armée régulière leur abandonne certains quartiers populaires dès la fin du mois de février 1871, alors que les Prussiens entrent temporairement dans Paris, conformément aux dispositions de l'armistice. Le gouvernement multiplie les mesures vexatoires en exigeant le règlement immédiat des échéances commerciales, ce qui entraîne la faillite de milliers de commerçants et artisans, en supprimant la solde quotidienne pour une large partie des gardes nationaux et choisissant d'installer l'Assemblée nationale à Versailles,.
Le chef du pouvoir exécutif, Adolphe Thiers, entend rétablir l'ordre dans la capitale. Le 18 mars, sa tentative de s'emparer des canons financés par souscription pendant le siège prussien met le feu aux poudres : Paris se soulève. Le Comité central de la Garde nationale s'installe à l'hôtel de ville et instaure la Commune de Paris. Il occupe les principaux lieux du pouvoir abandonnés par le gouvernement en fuite et organise des élections municipales le 26 mars pour désigner le conseil de la Commune, plus à même de gérer le gouvernement de la ville.
Aussitôt installée, la Commune multiplie les mesures d'urgence, notamment dans le domaine économique et social, mais elle est rapidement confrontée à plusieurs difficultés. Début avril, la situation militaire se dégrade et l'armée versaillaise s'organise pour reconquérir la capitale. Par ailleurs, les élections complémentaires du 16 avril, marquées par une forte abstention, affaiblissent sa légitimité. Dès lors, la rédaction d'une déclaration politique globale semble nécessaire pour s'assurer le soutien du pays tout entier.
Le 20 avril 1871, elle publie son projet politique dans sa « Déclaration au peuple français ». Le contenu de cette affiche est également publié au Journal officiel de la République française.